# Бенедикта Данська
Бенедикта Данська (дан. Benedikte til Danmark), повне ім'я Бенедикта Астрід Інгеборг Інгрід (дан. Benedikte Astrid Ingeborg Ingrid prinsesse til Danmark), (нар. 29 квітня 1944) — принцеса Данська з династії Глюксбургів, донька короля Данії Фредеріка IX та шведської принцеси Інгрід, удова 6-го князя Зайн-Вітгенштейн-Берлебурзького Ріхарда Казиміра, молодша сестра королеви Данії (1972—2024) Маргрете II.

## Біографія
Бенедикта народилась 29 квітня 1944 року в палаці Амалієнборг у Копенгагені під час німецької окупації країни. Вона була другою дитиною та другою донькою в сім'ї кронпринца Данії Фредеріка та його дружини Інгрід Шведської. Наступного дня після народження принцеси члени Данської групи опору Хольгер Данске виконали салют із 21 гарматними залпами у громадському парку Ørstedsparken.

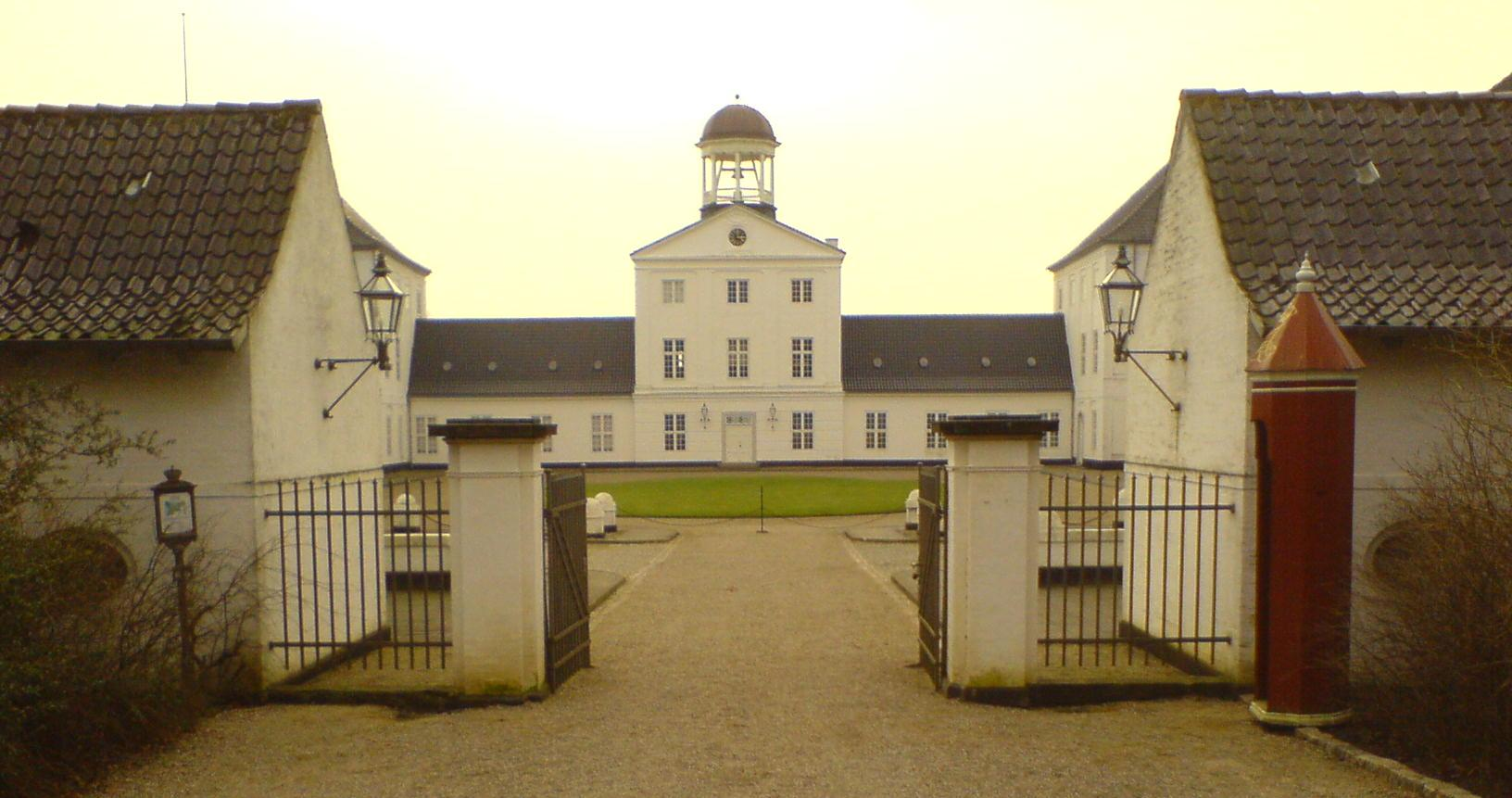
Замок Гростен, де родина проводила літній час

Хрещення новонародженої відбулося 24 травня 1944 року в Хольменській кірсі Копенгагена. Хрещеними батьками дівчинки стали дідусь Кристіан X, що в той час правив Данією, бабуся Александріна Мекленбург-Шверінська, принц Густав Данський, король Швеції Густав V, принц Сігвард Бернадотт, сер Александр Рамзей, королева Великої Британії Єлизавета Боуз-Лайон, принцеса Кароліна-Матильда Данська, принцеса Маргарита Шведська та принцеса Інгеборга Данська.
Дівчинка мала старшу сестру Маргрете, за два роки з'явилась молодша — Анна-Марія. Жила родина в палаці Амалієнборг у столиці та проводила літо в замку Ґростен в Ютландії.
1947 помер король Кристіан X, і батько Бенедикти очолив країну. Оскільки він не мав синів, 1953-го був змінений порядок престолонаслідування. Згідно з ним, першою у черзі успадкування трону ставала принцеса Маргрете. Бенедикта слідувала за нею.
1964-го року її сестра Анна-Марія вийшла заміж за Костянтина II і стала королевою Греції. 1967-го Маргрете побралася із французьким графом Анрі де Лаборд де Монпеза, який після цього отримав титул принца Данського.
Бенедикта у віці 27 років вступила в шлюб останньою із сестер. Її обранцем став принц Ріхард Зайн-Віттгенштайн-Берлебурзький, з яким вона познайомилася у березні 1966, на весіллі кронпринцеси Нідерландів Беатрікс. Нареченому було 33 роки, його батько зник безвісти влітку 1944 на території Радянського Союзу, під час проходження строкової служби.
Дозвіл на шлюб батько нареченої дав при дотриманні кількох умов:
- У випадку, якщо принцеса Бенедикта стає спадкоємицею престолу, вона переселяється в Данію;[1]
- Принц Річард також повинен оселитися у Данії та подати заявку на набуття данського громадянства;
- Щоб їхні діти зберегли права на данський престол, вони мають постійно проживати в Данії, але не пізніше, ніж по досягненню шкільного віку, згідно з законодавством Данії, а також подати заявку на набуття данського громадянства по досягненню повноліття.

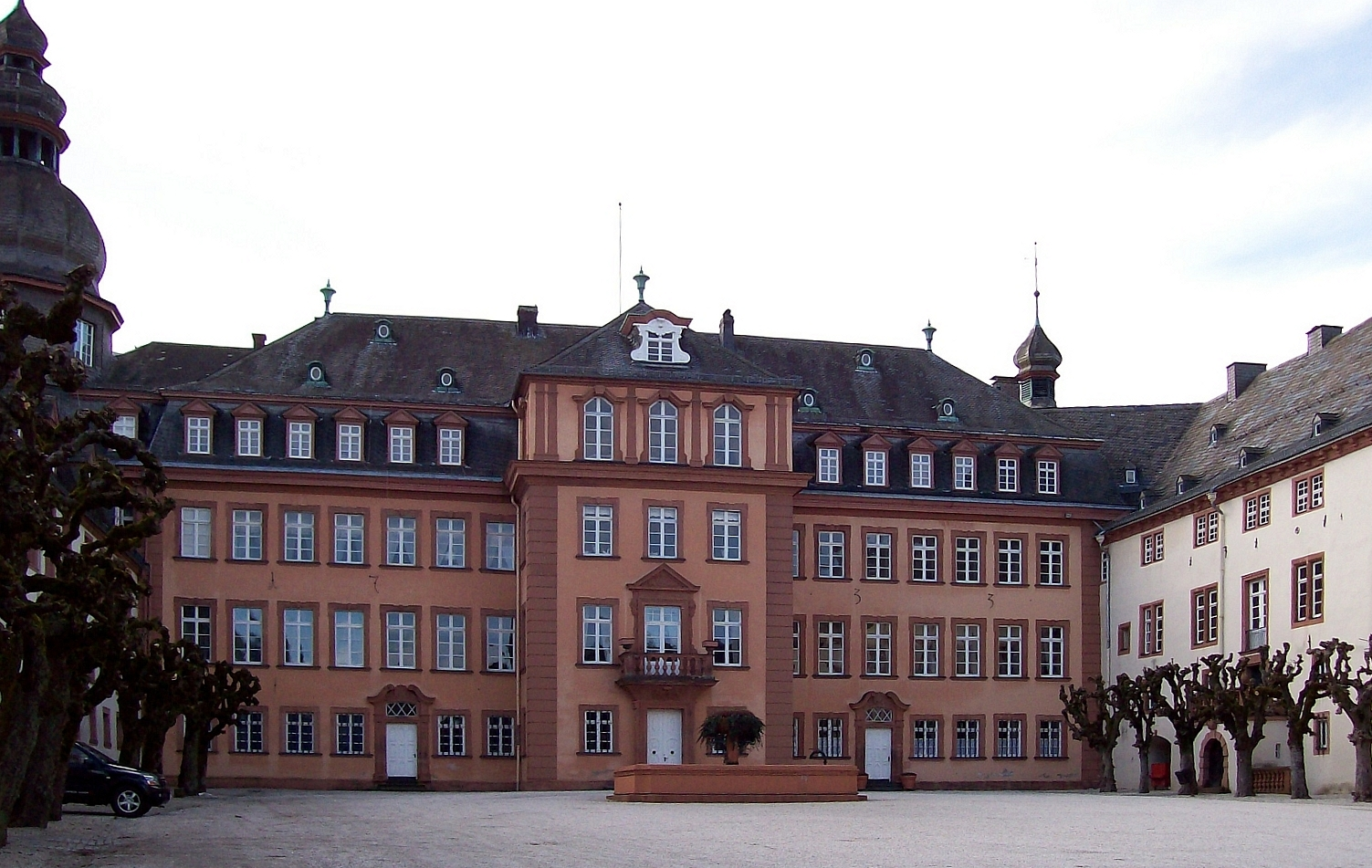
Замок Берлебург

Вінчання молодих пройшло 3 лютого 1968 у палаці Фреденсборг. Менш, ніж за рік, народився їхній первісток — син Густав. Всього ж у подружжя з'явилося троє дітей. Резиденцією родини став замок Берлебург в містечку Бад-Берлебург в Німеччині, де вони проживають і досі. 29 листопада 1969 батька чоловіка, Густава Альбрехта, було офіційно оголошено мертвим, і Ріхард юридично став головою сім'ї Зайн-Вітгенштейн-Берлебург.
Їхні діти ніколи постійно не жили в Данії, тож не мають права успадковувати престол.
У березні 2017 Ріхарда Казиміра не стало.

## Родина

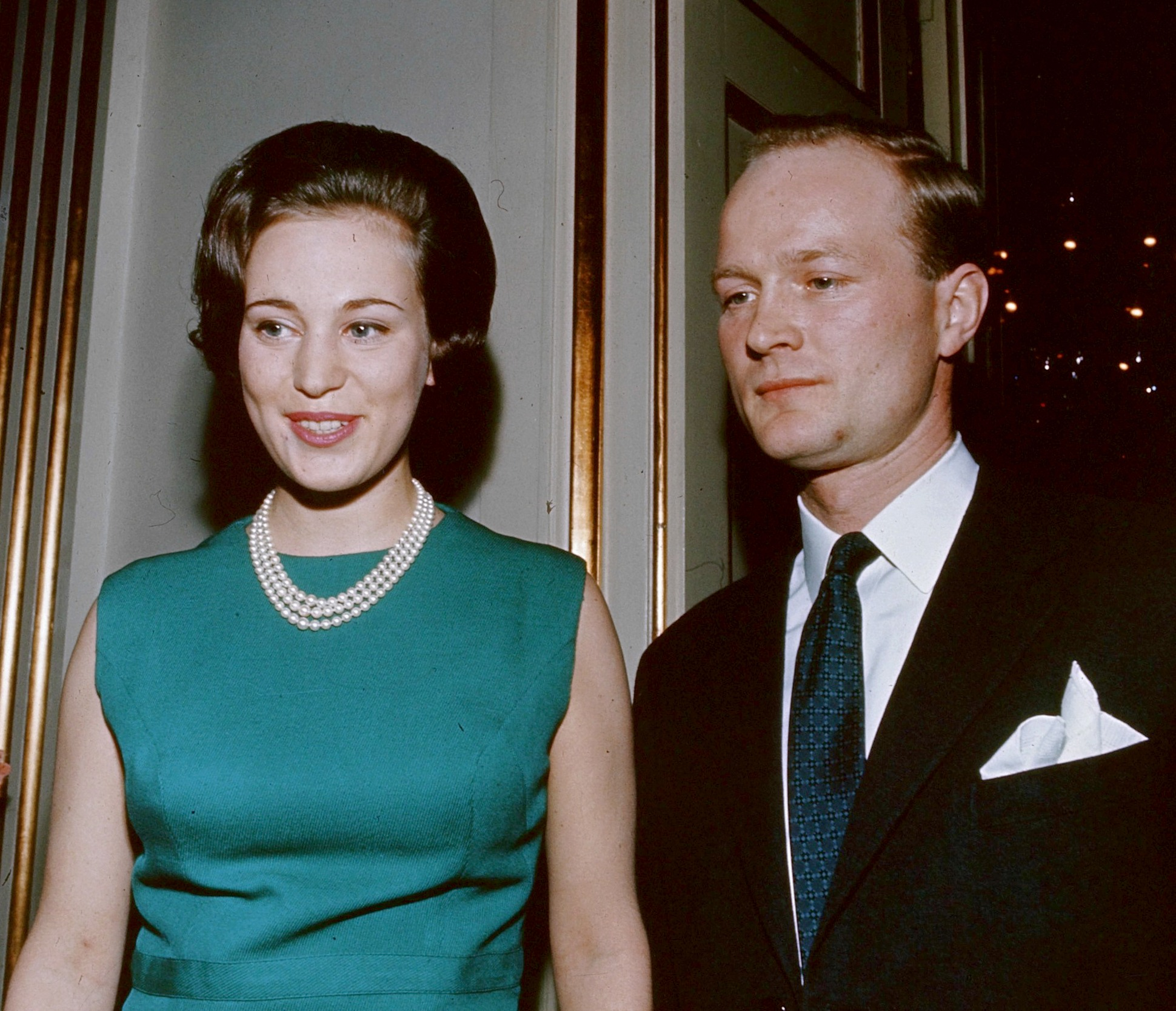
Ріхард та Бенедикта

Чоловік — Ріхард Казимір, князь Зайн-Вітгенштейн-Берлебурзький
Діти:
- Густав (нар.1969) — спадкоємець титулу батька, неодружений, дітей не має;
- Александра (нар.1970) — дружина графа Джеферсона фон Пфайля унд Кляйн-Еллгута, має двох дітей;
- Наталія (нар.1975) — дружина німецького конезаводчика Александра Йохансманна, мають сина та доньку;